# Хуасон
 Тази статия е за града в Южна Корея.  За крепостта вижте Хуасон (крепост).  
Хуасон (на корейски: 화성시, [ɸʷa.sʌŋ]) е град в провинция Кьонги-до, северозападна Южна Корея. Населението му е около 941 000 души (2023).
Разположен е на 66 метра надморска височина на северния бряг на Асанския залив на Жълто море и на 42 километра южно от центъра на Сеул. Селището е обособено административно през 1949 година, когато е отделено от Сувон, и получава името на историческата крепост „Хуасон“. През 1991 година в града е открит автомобилен завод на „Киа“.